# Amie Doherty
Amie Doherty, född 12 oktober 1989 i Ballinasloe i County Galway på västra Irland, är en irländsk kompositör, dirigent och orkestrator inom film och TV. Hon är den första kvinnan att göra musik till en animerad långfilm för DreamWorks. Sedan år 2013 är hon bosatt på heltid i Los Angeles, men har även bott, arbetat och studerat i London, Sydkorea, Vietnam, Indien och Spanien. Hon har också studerat vid Berklee College of Music i Boston, samt vid Trinity College i Dublin.
Hennes mest framstående verk inkluderar bland annat Spirit: Vild och fri (2021), Undone (2019), Here and Now (2018), Våga drömma (2020), Happiest Season (2020), She-Hulk: Attorney at Law (2022) och Blue Eye Samurai (2023).
Förutom sitt kompositionsarbete har hon orkestrerat och dirigerat musik till ett flertal TV-serier, såsom Star Trek: Discovery, Star Trek: Picard, Fargo, The Umbrella Academy och Altered Carbon. Hon har också gjort samma typ av arbetsuppgifter till en del musiker, bland annat till Lady Gaga och 50 Cent.

## Arbeten (i urval)

### Film
| År   | Titel                                                | Regissör        | Studio(s)                                                | Noter |
| ---- | ---------------------------------------------------- | --------------- | -------------------------------------------------------- | --- |
| 2018 | Here and Now                                         | Fabien Constant | Paramount Pictures                                       | i.u. |
| 2020 | Våga drömma                                          | Nisha Ganatra   | Focus Features                                           | i.u. |
| 2020 | Happiest Season                                      | Clea DuVall     | - Hulu (USA) - Sony Pictures Releasing (Internationellt) | i.u. |
| 2021 | Spirit: Vild och fri                                 | Elaine Bogan    | - Universal Pictures - DreamWorks Animation              | - Första långfilmen komponerad för Universal Pictures - Tredje kompositionen för Universal Pictures - Första kompositionen för en animerad långfilm |
| 2023 | Please Don't Destroy: The Treasure of Foggy Mountain | Paul Briganti   | - Universal Pictures - Apatow Productions - Mosaic       | i.u. |
| 2025 | Freakier Friday                                      | Nisha Ganatra   | Walt Disney Pictures                                     | - Första långfilmen komponerad för Walt Disney Pictures Postproduktion                                                                              |

### TV
| År   | Titel                     | Skapare                         | Studio(s)                                                                                   | Noter |
| ---- | ------------------------- | ------------------------------- | ------------------------------------------------------------------------------------------- | ----- |
| 2019 | Undone                    | Kate Purdy Raphael Bob-Waksberg | Amazon Studios The Tornante Company Boxer vs. Raptor Submarine Amsterdam Hive House Project | i.u.  |
| 2022 | She-Hulk: Attorney at Law | Jessica Gao                     | Marvel Studios                                                                              | i.u.  |
| 2023 | Blue Eye Samurai          | Michael Green och Amber Noizumi | Netflix Animation                                                                           | i.u.  |